# Harry Blaauw

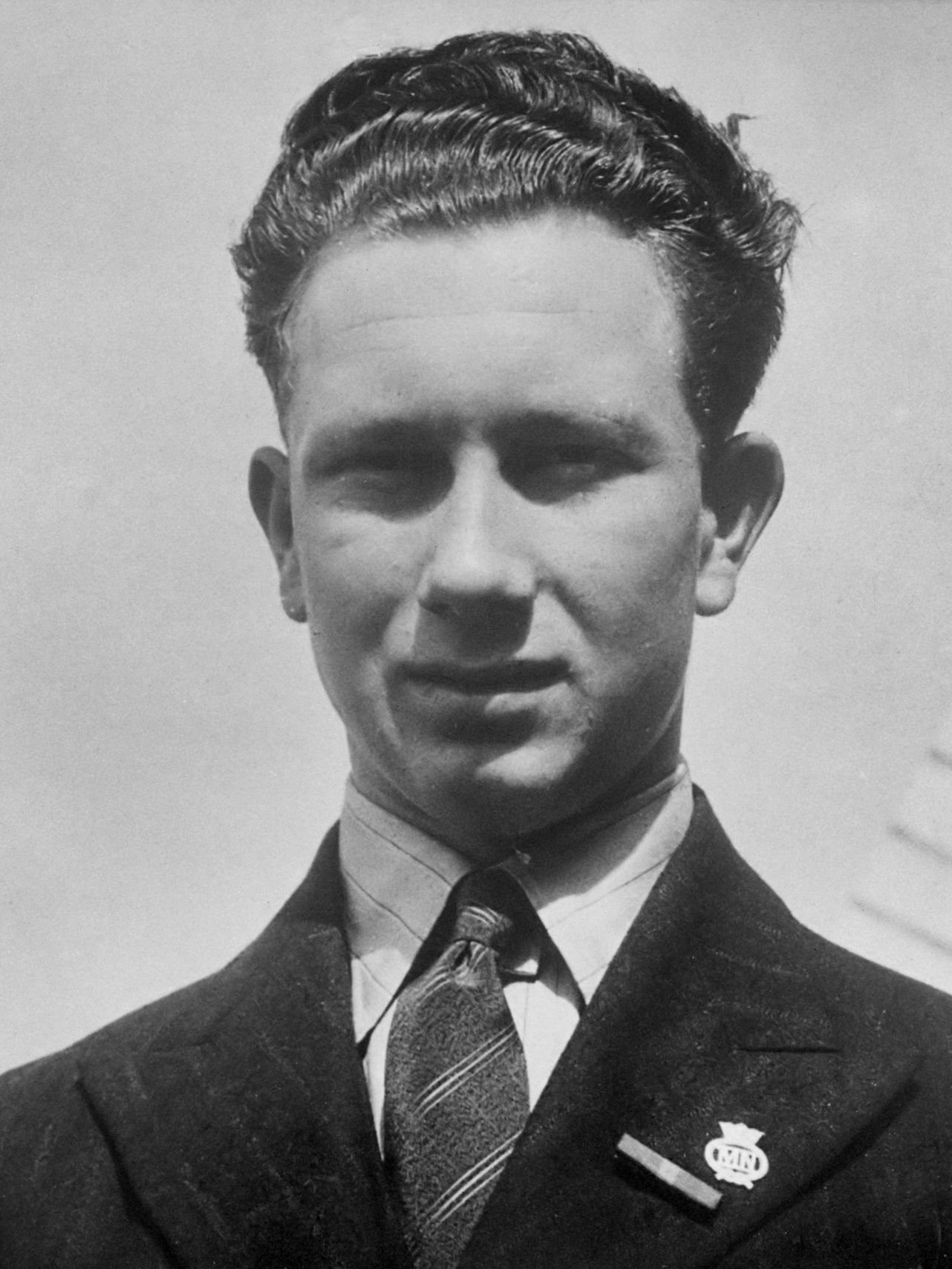
Harry Blauw (1941)

Hendrik "Harry" Blaauw (Muntendam, Nederland, 21 februari 1923 – Newport, 8 december 1943) ontving op 17-jarige leeftijd het Kruis van Verdienste uit handen van koningin Wilhelmina.
Op 7 september 1940, de eerste dag van de Blitz, vond een luchtaanval op de Surrey Commercial Docks in Londen plaats. Blaauw was motordrijver op het koopvaardijschip Ms. Antje. Hij heeft met enkele anderen, onder wie de stuurman D. Nuijen door het blussen van de brand na de luchtaanval het schip voor schade behoed. 
Blaauw werd op 24 mei 1941 onderscheiden, vanwege zijn dappere optreden tijdens de eerste zware luchtaanval op Londen. Hij kreeg bovendien van het Nederlandse welzijnscomité een gouden horloge. Hij ging daarna verder bij de koopvaardij.
Hij overleed in december 1943 te Newport aan boord van het schip s.s. Alcyone aan een longontsteking. Zijn rang was toen tweede machinist. Hij werd op 10 december 1943 begraven op Acklam Cemetery in Middlesbrough (1871.A). In 1965 werd zijn graf overgebracht naar het Nederlands Ereveld Mill Hill in Londen, vak B106.